# كفاح علوش
كفاح علوش (مواليد 1 ديسمبر 1969 في نابلس)، هو صحفي مقدم برامج ومنتج وكاتب هولندي من أصول فلسطينية.

## من مؤلفاته
- كتاب: «De munt van Judea» صدر 2019.

## الجوائز
- 2019 حصل على جائزة «Sonja Barend Award».

## وصلات خارجية
- كفاح علوش على موقع IMDb (الإنجليزية)

- صفحته على موقع IMDB